# Суканг
Суканг — один з 8 мукімів (районів) округи (даера) Белайт, на заході Брунею.

## Райони
- Кампонг Апак-Апак
- Кампонг Сауд
- Кампонг Буау
- Кампонг Кукуп
- Кампонг Суканг
- Кампонг Дунгун
- Кампонг Амбаванг
- Кампонг Біадонг Тенга
- Кампонг Біадонг Улу